# Adolf Ludwig Gusserow

Adolf Ludwig Gusserow

Adolf Ludwig Sigismund Gusserow, född 8 juli 1836 i Berlin, död där 8 februari 1906, var en tysk läkare, professor.
Gusserow blev professor i obstetrik och gynekologi i Utrecht 1867, i Zürich samma år, i Strassburg 1872 och i Berlin 1878. Hans arbeten publicerades till största delen i Monatsschrift für Geburtshülfe och i Archiv für Gynäkologie.